# Reação de Favorski
A reação de Favorski é uma reação química orgânica entre um grupo alcino e um grupo carbonila, sob uma condição básica. A reação foi descoberta no início de 1900 pelo químico russo Alexei Evgrafovich Favorski.
Quando a carbonila é um aldeído (R"=H), um rearranjo pode ocorrer para gerar enona, embora o álcool propargílico secundário possa ser isolado em alguns casos. Quando este rearranjo é catalisado por um ácido, é chamado de rearranjo de Meyer-Schuster. Quando a base é o metal sódio, a reação é chamada de síntese de Nef.

## Mecanismo da reação e aplicação
Um acetilureto metálico é formado in situ quando um alcino é tratado com uma base forte, como um hidróxido ou um alcóxido:
1. HC≡CH + KOH  HC≡CK + H2O
2. RR'C=O + HC≡CK  RR'C(OK)C≡CH

O acetilureto metálico então reage com um aldeído ou cetona para formar um álcool propargílico. Quando um hidrogênio α está presente (como no caso de carbonilas de aldeído), ele sofrerá tautomerização para a correspondente enona.
Os substratos aplicáveis que passam por uma reação de Favorski são limitados em comparação com a reação convencional, pois o uso de excesso de base de hidróxido introduz a condensação aldólica como uma reação colateral concorrente mais significativa. Como os enolatos não reagem com o acetileno, a reação pode ser frequentemente uma substituição pobre para a reação convencional, especialmente quando usada em aldeídos. Reações bem-sucedidas com aldeídos frequentemente requerem o uso de solventes especiais, como DMSO ou 1,2-dimetoxietano com uma pequena quantidade de etanol. Além disso, LiOH não forma o aduto necessário com alcinos para iniciar a reação.
As bases de hidróxido são mais econômicas em comparação à geração de um alcóxido ou acetilureto com reagentes como lítio, sódio ou potássio elementares. Além disso, as condições rigorosas da reação, como exclusão de umidade e oxigênio atmosférico, são menos importantes, tornando a reação mais fácil de realizar.